# Nans Peters
Nans Peters (* 12. března 1994) je francouzský profesionální silniční cyklista jezdící za UCI WorldTeam Decathlon–AG2R La Mondiale.

## Kariéra
Předtím, než se stal profesionálem, stanovil Peters nový rekord v počtu startů za francouzský národní tým do 23 let. S touto sestavou objel celkem 20 závodů. Peters si osvojil roli kapitána týmu a podpořil Davida Gauduho při jeho vítězství na Tour de l'Avenir v roce 2016.
Peters se stal profesionálem v roce 2017 s týmem AG2R La Mondiale. Původně si měl Peters odbýt svůj debut na Grand Tours na Giru d'Italia 2018, ale závodu se nakonec nezúčastnil poté, co si v březnu na závodu Classic Loire Atlantique zlomil klíční kost. Svůj debut si tak odbyl později téhož roku na Vueltě a España 2018. V květnu 2019 se mu podařilo z úniku vyhrát sedmnáctou etapu Gira d'Italia 2019. Z uprchlé skupiny zaútočil sólo 15 km před cílem a své vedení navýšil na závěrečném 5,5 km dlouhém stoupání k biatlonovému středisku Anterselva. Zajistil tak svému týmu první etapové vítězství na Giru d'Italia po 8 letech. V září 2020 vyhrál Peters osmou etapu Tour de France 2020 s cílem v Loudenville. Ve sjezdu z Port de Bales zaútočil na posledního zbývajícího konkurenta z úniku, Ilnura Zakarina, a následně si sólo dojel pro své první vítězství na Tour de France v kariéře. Na začátku března 2023 pak Peters získal třetí profesionální vítězství kariéry, když po sólo útoku 29 km před cílem v chladném a deštivém počasí vyhrál Trofeo Laigueglia, úvodní závod italské cyklistické sezóny.

## Osobní život
Peters byl pojmenován po seriálu Nans le berger, jenž byl ve Francii vysílán v 70. letech 20. století a jehož byla Petersova matka fanynkou.

## Hlavní výsledky
2012
Tour du Valromey
 celkový vítěz
Ronde des Vallées
7. místo celkově
 vítěz vrchařské soutěže
vítěz 3. etapy
2014
Národní šampionát
3. místo časovka do 23 let
4. místo Piccolo Giro di Lombardia
2015
Národní šampionát
3. místo časovka do 23 let
Tour de l'Ain
4. místo celkově
4. místo Ronde van Vlaanderen Beloften
2016
ZLM Roompot Tour
10. místo celkově
2018
Tour de l'Ain
5. místo celkově
2019
Giro d'Italia
vítěz 17. etapy
lídr  po etapách 9 – 11
3. místo Gran Piemonte
3. místo Paříž–Chauny
3. místo Tokyo 2020 Test Event
5. místo Trofeo Laigueglia
Route d'Occitanie
9. místo celkově
9. místo Grand Prix Cycliste de Montréal
2020
Tour de France
vítěz 8. etapy
 cena bojovnosti po 8. etapě
9. místo Faun-Ardèche Classic
2022
8. místo Tour du Jura
2023
vítěz Trofeo Laigueglia
3. místo Tour du Doubs
4. místo Tour du Jura
Národní šampionát
5. místo silniční závod

### Výsledky na Grand Tours
| Grand Tour      | 2018 | 2019 | 2020 | 2021 | 2022 | 2023 | 2024 |
| --------------- | ---- | ---- | ---- | ---- | ---- | ---- | ---- |
| Giro d'Italia   | —    | 61   | —    | —    | 58   | —    | —    |
| Tour de France  | —    | —    | 65   | DNF  | —    | 73   | 76   |
| Vuelta a España | 72   | —    | 36   | —    | 61   | —    |      |

| —   | Nezúčastnil se |
| DNF | Nedokončil     |